# Liam Bond
Liam Bond (Southport, Engeland, 29 juli 1970) is een professioneel golfer uit Wales.
Liam Bond werd in 1986 al professional. Hij was toen pas 16 jaar en heeft dus geen amateurscarrière.
Sinds 1995 is hij ieder jaar naar de Tourschool geweest. Hij heeft bijna ieder jaar op de Europese Challenge Tour gespeeld en in 2007 de 31ste plaats op de rangorde gehaald mede door een 2de plaats op het Tessali Open met een score van -13. Joost Luiten eindigde daar met een slag meer op de 3e plaats.